# Godło Iranu
Godło Iranu – godło państwowe Islamskiej Republiki Iranu. Obecny wygląd został wprowadzony po rewolucji islamskiej i obaleniu szacha Mohammada Rezy Pahlawi.

## Historia
Godło zaprojektował Chamid Nadimi, a 9 maja 1980 r. Oficjalnie zaaprobował je przywódca państwa – ajatollah Ruhollah Chomeini.

## Opis i interpretacja
Godło na postać stylizowanego napisu: ﷲ (czyt. Allah) tj. Bóg w języku arabskim i farsi. Godło to podkreśla pozycję jaką w Islamskiej Republice Iranu zajmuje religia muzułmańska. Graficznie wykonanie napisu jest takie, iż składają się na niego stylizowane: miecz, 4 półksiężyce oraz kwiat tulipanu, co nawiązuje do starej legendy, iż na grobach tych, którzy polegli za Iran, wyrasta ten właśnie kwiat. Zarazem 5 głównych linii godła symbolizować ma 5 filarów islamu.

## Spiskowe teorie interpretacji godła

khanda – według teorii spiskowych podstawa opracowania godła Iranu

Istnieją także inne interpretacje symboliki godła, mające jednak charakter teorii spiskowych. Według najpopularniejszej z nich godło pochodzi od khandy – symbolu religii Sikhów, co ma być związane z indyjskim pochodzeniem rodu Chomeinich. Teoria ta opiera się na bardzo dużym podobieństwie obu symboli, jest jednak zupełnie nieprawdopodobna zważywszy na islamski charakter rewolucji, a następnie państwa, oraz wysoki poziom religijności ajatollaha, który jako wysokiej rangi duchowny nie zgodziłby się na przyjęcie godła nawiązującego do obcej religii. Ponadto sikhizm pojawił się w Indiach dość późno – w XVI wieku i symbol tej religii nie mógłby być traktowany jako związany z Indiami, zaś Chomeini, jakkolwiek nie wypierający się indyjskich korzeni, nie uważał się za związanego w jakikolwiek sposób z tym krajem.
Inna, mniej popularna teoria spiskowa wiąże wygląd godła Iranu z żydowską menorą.

## Godło Iranu

### Godło Iranu w okresie monarchii

Godło Iranu z okresu monarchii na fladze tego kraju z lat 1964–1979

W okresie monarchii godłem Iranu był wizerunek lwa i słońca. Pierwszy historyczny dowód na posługiwanie się tym symbolem w układzie jaki występował na późniejszym godle pochodzi z 1423 r. Symbolika i interpretacja tego godła – wskazujące na powiązania ze starożytną monarchią perską – sugerują, iż zarówno lew, jak i słońce związane były z heraldyką władców Persji (a zatem i kraju) na długo przed tą datą. Słońce wiązane było z władcami jeszcze w okresie starożytnym, zaś lew jest częstym motywem heraldycznym, symbolizującym siłę, a także władzę.
Od XVI wieku do 1979 r. złoty lew z mieczem w prawej łapie na tle wschodzącej tarczy słonecznej był oficjalnym symbolem państwa.

### Godło monarchii irańskiej jako symbol organizacji humanitarnej

symbol Towarzystwa Czerwonego Lwa i Słońca

Przywiązanie władz kraju oraz jego mieszkańców do symbolu lwa i słońca było tak duże, że działający w Persji (a potem Iranie) lokalny odpowiednik Organizacji Czerwonego Krzyża nosił nazwę Towarzystwa Czerwonego Lwa i Słońca i miał w godle te właśnie symbole, w kolorystyce zgodnej z barwami innych członków organizacji Międzynarodowego Ruchu Czerwonego Krzyża i Czerwonego Półksiężyca.

## Historyczne wersje herbu

Godło Persji w latach 1423–1907
Godło Persji za panowania dynastii Kadżarów w latach 1907–1925
Godło Iranu używane od 30 stycznia do 9 maja 1980 roku